# Seiche (rivière)
Pour les articles homonymes, voir Seiche.
La Seiche est une rivière française qui coule dans les départements d'Ille-et-Vilaine et de la Mayenne. C'est un affluent de la Vilaine en rive gauche.

## Étymologie et toponymie
La forme antique du nom Seiche est Sipia.
La forme reconstituée Sec’h a été proposé comme nom breton de cette rivière.
Son nom participe à la toponymie de plusieurs communes : Availles-sur-Seiche, Gennes-sur-Seiche, Noyal-Châtillon-sur-Seiche, Piré-sur-Seiche, Vern-sur-Seiche, Visseiche ainsi qu’à la paroisse Saint-Armel des rives de la Seiche.

## Géographie
La longueur de son cours d'eau est de 97,3 km et son orientation est globalement d’est en ouest.

### Parcours

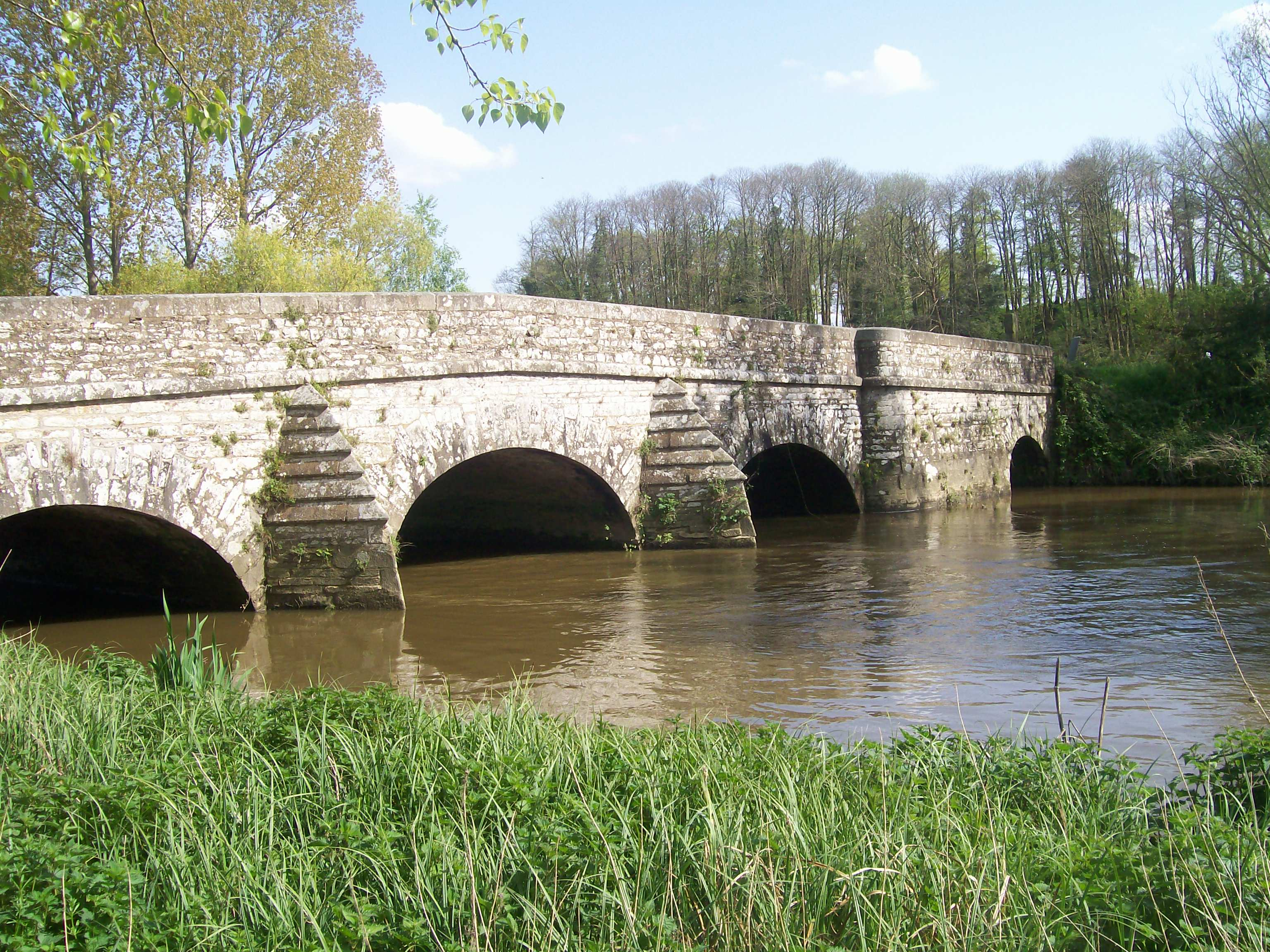
Pont de Vaugon sur la Seiche à Saint-Armel.

Elle naît à l’ouest du bourg du Pertre en Ille-et-Vilaine, dans un petit étang près du lieu-dit de l’Epine Houget, à 167 m d'altitude. 
Elle passe au total par vingt-six communes soit vingt-quatre communes situées en Ille-et-Vilaine et deux communes en Mayenne. D’amont en aval, elle passe d’abord par Le Pertre, Méral (Mayenne), Cuillé (Mayenne), Brielles, Gennes-sur-Seiche, Availles-sur-Seiche, Moutiers. Elle nourrit alors l’étang de Carcraon situé sur Moutiers et Domalain avant de reprendre son cours après le barrage de Carcraon. Elle traverse Visseiche, longe Retiers avant de nourrir l’étang de Marcillé-Robert.
Elle constitue ensuite la limite entre Boistrudan et Essé puis entre Janzé et Piré-sur-Seiche. Elle traverse Amanlis, Nouvoitou, Saint-Armel, Vern-sur-Seiche, Saint-Erblon, Noyal-Châtillon-sur-Seiche, Chartres-de-Bretagne, Pont-Péan et finalement Bruz. À Bruz, elle conflue avec la Vilaine, en rive gauche, au sud du lieu-dit Le Boël, à 14 m d'altitude, à une dizaine de kilomètres en aval de Rennes.
Au pont de la Seiche, elle passe par un tripoint entre Amanlis, Châteaugiron et Nouvoitou.

## Affluents
La Seiche a trente-neuf tronçons affluents référencés.
Les principaux affluents de la Seiche sont, d'amont en aval :
- rive gauche : l’Ardenne (au niveau de l’étang de Marcillé), le ruisseau de Loroux, le ruisseau du Bois Tilleul, le ruisseau du Servenier, le ruisseau de la Mulonnais, le ruisseau de Prunelay, l’Ise, le ruisseau de Tellé, le ruisseau de la Douettée ;
- rive droite : le ruisseau de Salé, le ruisseau du Bueuf, la Quincampoix, le ruisseau des rivières Braults, l’Yaigne, le ruisseau d'Orson.

## Hydrologie
La Seiche est une rivière moyennement abondante, et très irrégulière, comme tous les cours d'eau issus de la partie est de la région de Bretagne.

### La Seiche à Bruz
Son débit a été observé sur une période de 41 ans (1967-2007), à Bruz, commune d'Ille-et-Vilaine située au niveau de son confluent avec la Vilaine, c'est-à-dire à une dizaine de kilomètres en aval de Rennes. Le bassin versant de la rivière est de 820 km2.
Le module de la rivière à Bruz est de 4,63 m3/s.
La Seiche présente des fluctuations saisonnières de débit très marquées, comme bien souvent dans l'est de la Bretagne, avec des hautes eaux d'hiver portant le débit mensuel moyen à un niveau situé entre 7,3 et 12,1 m3/s, de décembre à mars inclus (avec un maximum en janvier-février), et de très basses eaux d'été, de début juin à octobre inclus, avec une baisse du débit moyen mensuel jusqu'à 0,286 m3/s au mois d'août. Mais les fluctuations de débit sont bien sûr beaucoup plus prononcées sur de plus courtes périodes.

### Étiage ou basses eaux
À l'étiage, le VCN3 peut chuter jusque 0,010 m3/s, en cas de période quinquennale sèche, soit 10 litres par seconde, ce qui est extrêmement bas. La rivière est alors presque à sec.

### Crues
Les crues peuvent être très importantes, caractéristique partagée par les rivières voisines, tant en Ille-et-Vilaine qu'en Mayenne. Les QIX 2 et QIX 5 valent respectivement 38 et 59 m3/s. Le QIX 10 est de 73 m3/s, le QIX 20 de 87 m3/s et le QIX 50 de 100 m3/s.
Ces débits de crue sont cependant nettement moindres que ceux du Semnon par exemple, ou encore que ceux de l'Oudon, affluent de la Mayenne.
Le débit instantané maximal enregistré à Bruz durant cette période de 41 ans, a été de 122 m3/s le 7 janvier 2001, tandis que la valeur journalière maximale était de 107 m3/s le 6 janvier de la même année. En comparant la première de ces valeurs avec l'échelle des QIX de la rivière, on constate que cette crue était bien plus importante que le débit de crue cinquantennal (QIX 50), et donc exceptionnelle.

### Lame d'eau et débit spécifique
La Seiche n'est pas une rivière très abondante. La lame d'eau écoulée dans son bassin versant est de 179 millimètres annuellement, ce qui est fort inférieur à la moyenne d'ensemble de la France tous bassins confondus, et aussi à la moyenne du bassin de la Vilaine. Le débit spécifique de la rivière (ou Qsp) affiche de ce fait un chiffre faible : 5,6 litres par seconde et par kilomètre carré de bassin.

## Qualité de l'eau

### Données
Le suivi de la qualité physico-chimique de la Seiche se fait grâce à un réseau de prélèvement (d'amont en aval) sur les communes d'Availles-sur-Seiche, de Visseiche et de Bruz,, qui donnent les résultats suivants :
| Nitrates                                   | 2010 | 2011 | 2012 | 2013 | 2014 |
| ------------------------------------------ | ---- | ---- | ---- | ---- | ---- |
| Concentration du paramètre (percentile 90) | 66   | 59   | 48   | 58   | 42   |
| Classe SEQ-Eau                             |      |      |      |      |      |

| Nitrates                                   | 2010 | 2011 | 2012 | 2013 | 2014 |
| ------------------------------------------ | ---- | ---- | ---- | ---- | ---- |
| Concentration du paramètre (percentile 90) | 60   | 53   | 34   | 60   | 34   |
| Classe SEQ-Eau                             |      |      |      |      |      |

| Nitrates                                   | 2010 | 2011 | 2012 | 2013 | 2014 |
| ------------------------------------------ | ---- | ---- | ---- | ---- | ---- |
| Concentration du paramètre (percentile 90) | 49,8 | 55,7 | 37,8 | 50,8 | 30   |
| Classe SEQ-Eau                             |      |      |      |      |      |

D'autres points de suivis existent aussi sur des affluents, comme l'Yaigne, l'Ardenne, l'Ise ou le Quincampoix.

### Pollution
L'eau de la rivière de la Seiche a été polluée pendant dix jours par les rejets de l'entreprise laitière Lactalis sur le site de Retiers en août 2017, menant au décès de plusieurs tonnes de poissons (dont certains inscrits sur la liste rouge des espèces menacées), de ragondins et d'autres animaux vivant aux alentours ; Lactalis n'informe les autorités de la pollution que quatre jours plus tard. La filiale de Lactalis est condamnée en mai 2019 à 250 000 euros d'amende.
En août 2019, deux mois après la condamnation de la filière de Lactalis, des boues d'épuration sont rejetées par l'usine dans la Seiche, qui prend une couleur marron. Le média d'investigation Disclose révèle en outre que « entre 2017 et 2019, la société a dépassé de 129 % ses volumes de rejets journaliers dans l’eau autorisés ».

## Environnement
Trois zones naturelles d’intérêt écologique, faunistique et floristique (ZNIEFF) se trouvent le long de la Seiche (d’amont en aval) :
- l’étang de Carcraon s’étend sur 88 hectares entre Domalain et Moutiers[12].
- l’étang de Marcillé-Robert s’étend sur 88 hectares entre Visseiche et Marcillé-Robert[13].
- les tremblais-gravières de la Seiche s’étend sur 22 hectares entre Châtillon-sur-Seiche et Saint-Erblon[14].

## Activités
Le sentier de grande randonnée 39 suit son cours sur environ un kilomètre au niveau du château de Carcé à Bruz.
Plusieurs moulins profitaient de l’énergie hydraulique de la Seiche mais ils sont quasiment tous désaffectés. Certains ont été reconvertis, ainsi le moulin des Bouillants a accueilli une fromagerie industrielle avant de devenir un lieu consacré aux arts numériques et au multimédia.

## Galerie des moulins sur la Seiche

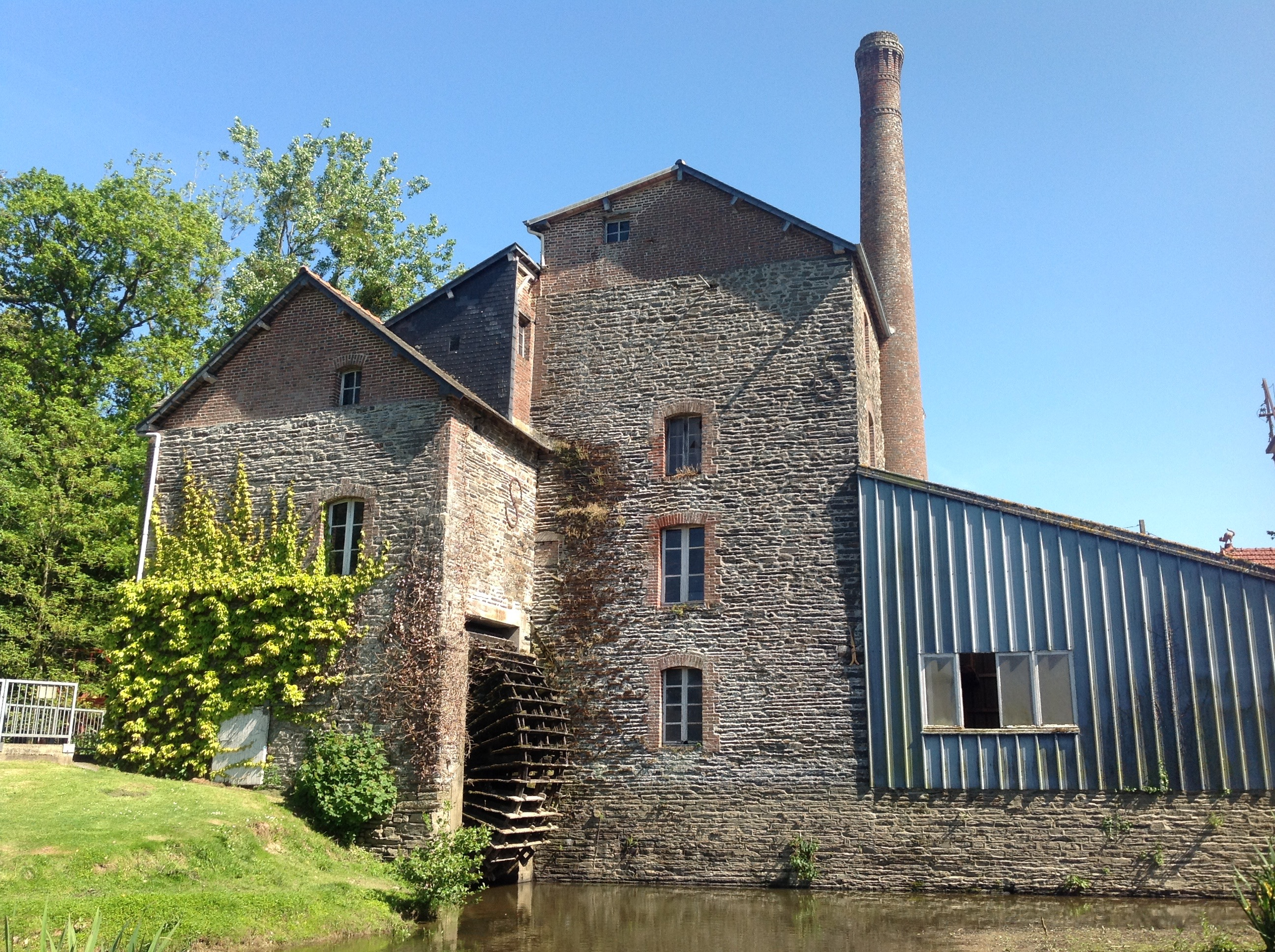
Le moulin de la Franceule sur la commune d'Amanlis.
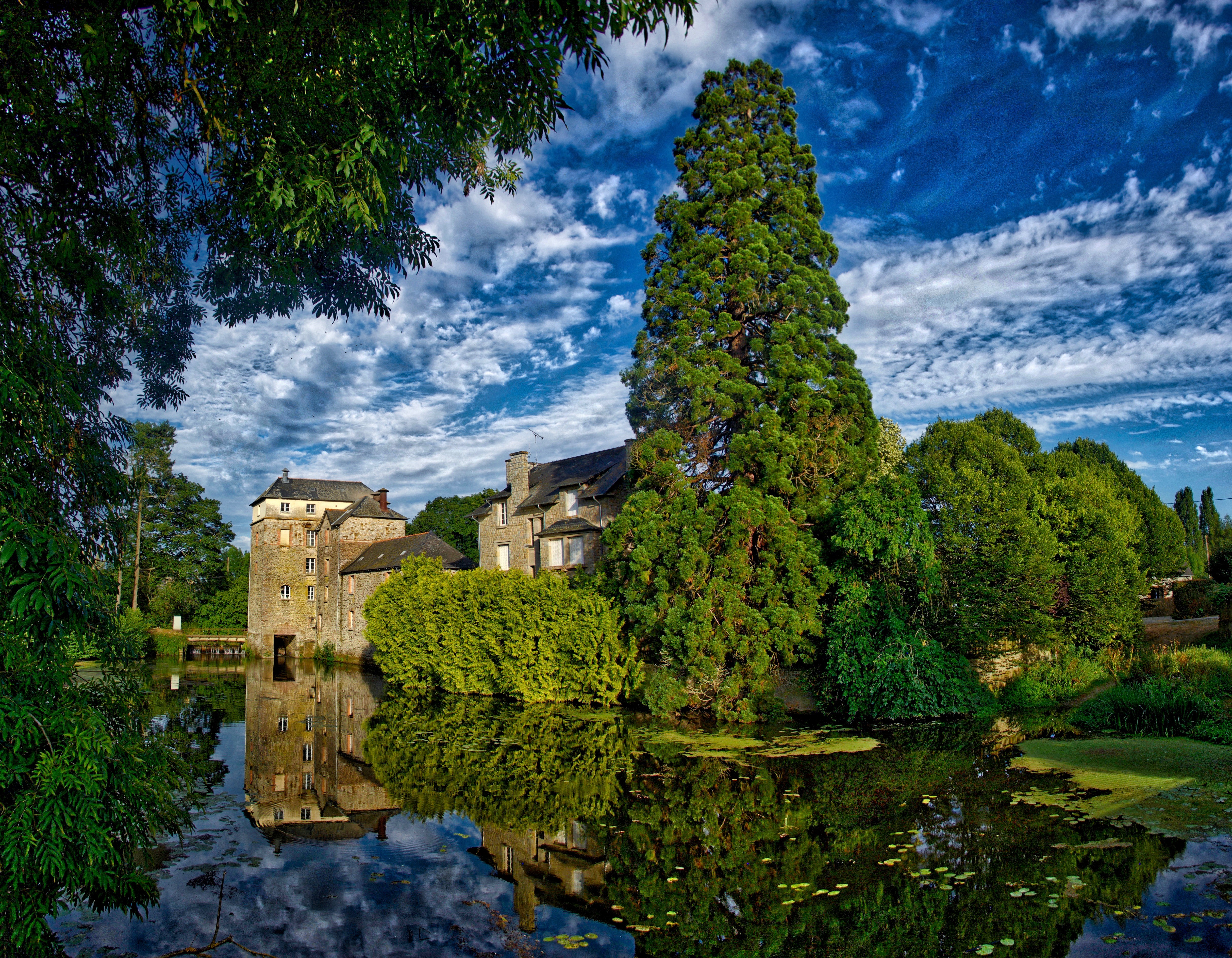
Le moulin de l'Éperon en août 2016.
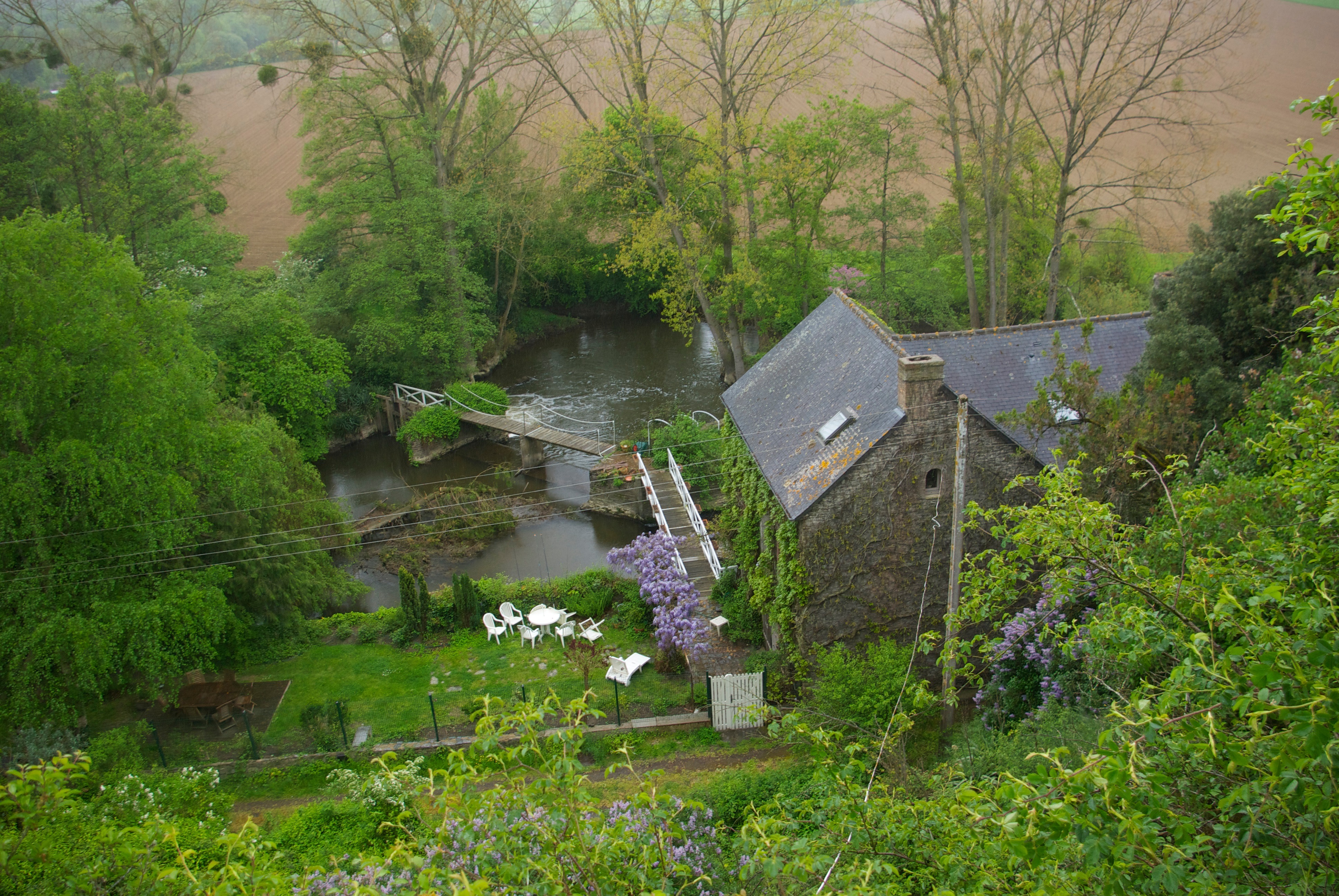
Le moulin d'Esnoult sur la commune de Nouvoitou.
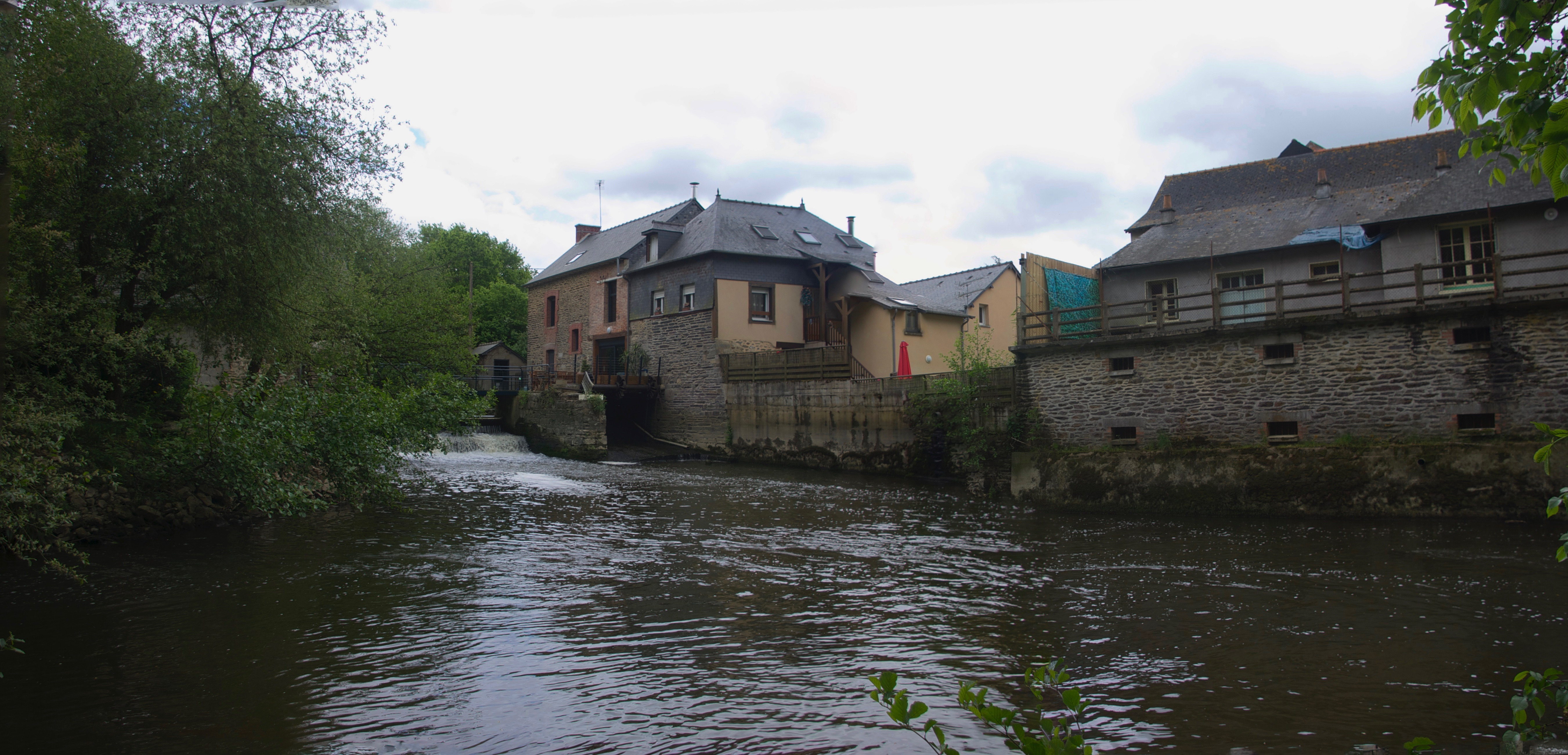
Le moulin de la Motte sur la commune de Saint-Armel.
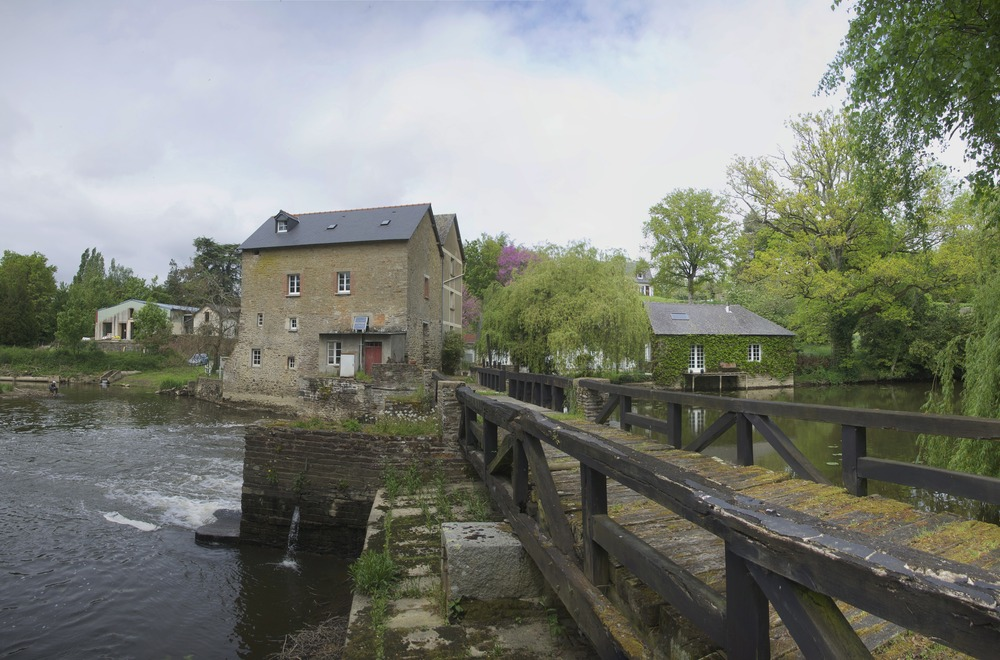
Le-moulin-des-bouillants sur la commune de Vern-sur-Seiche.
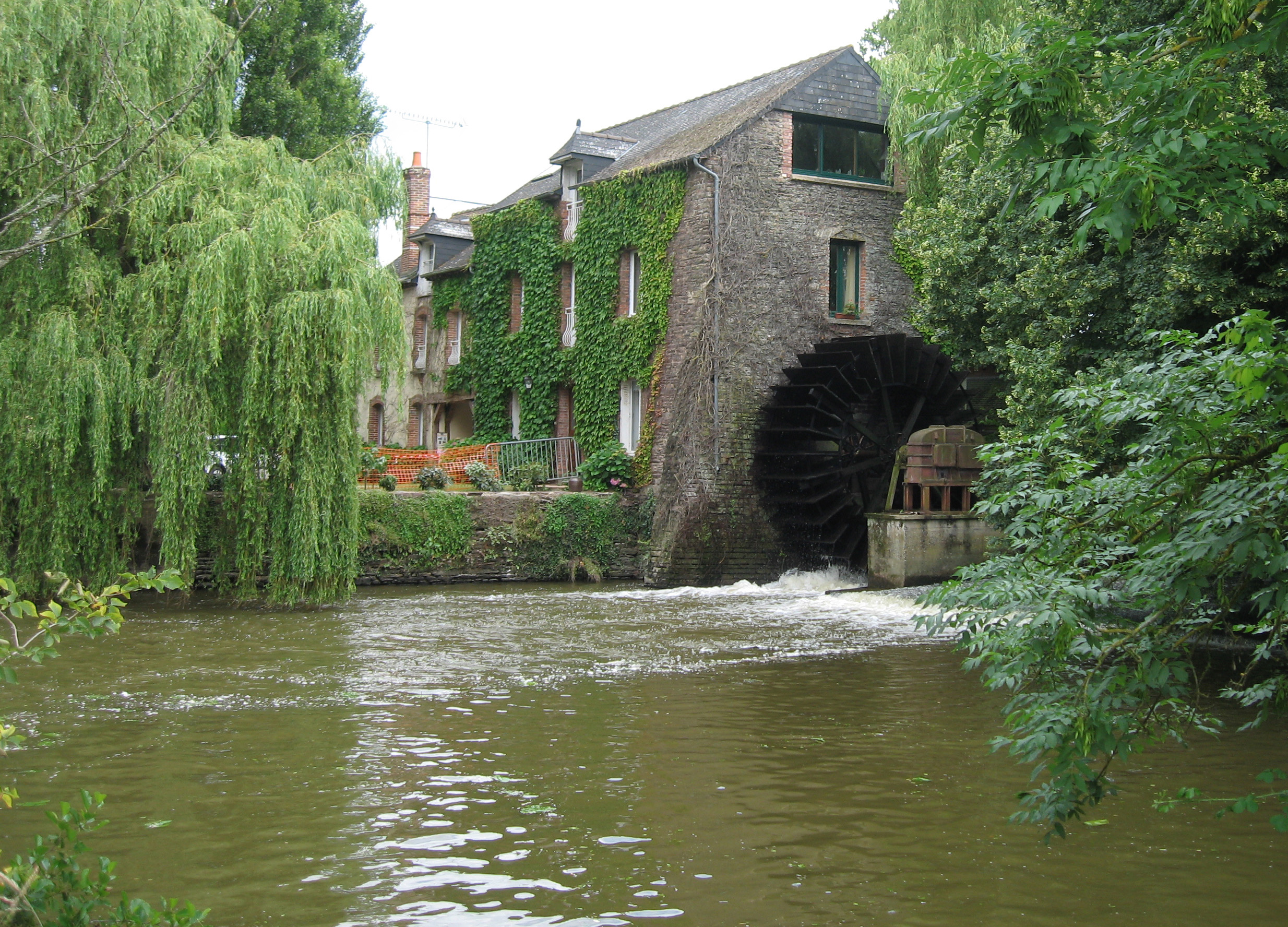
Moulin de Noyal-Châtillon-sur-Seiche.
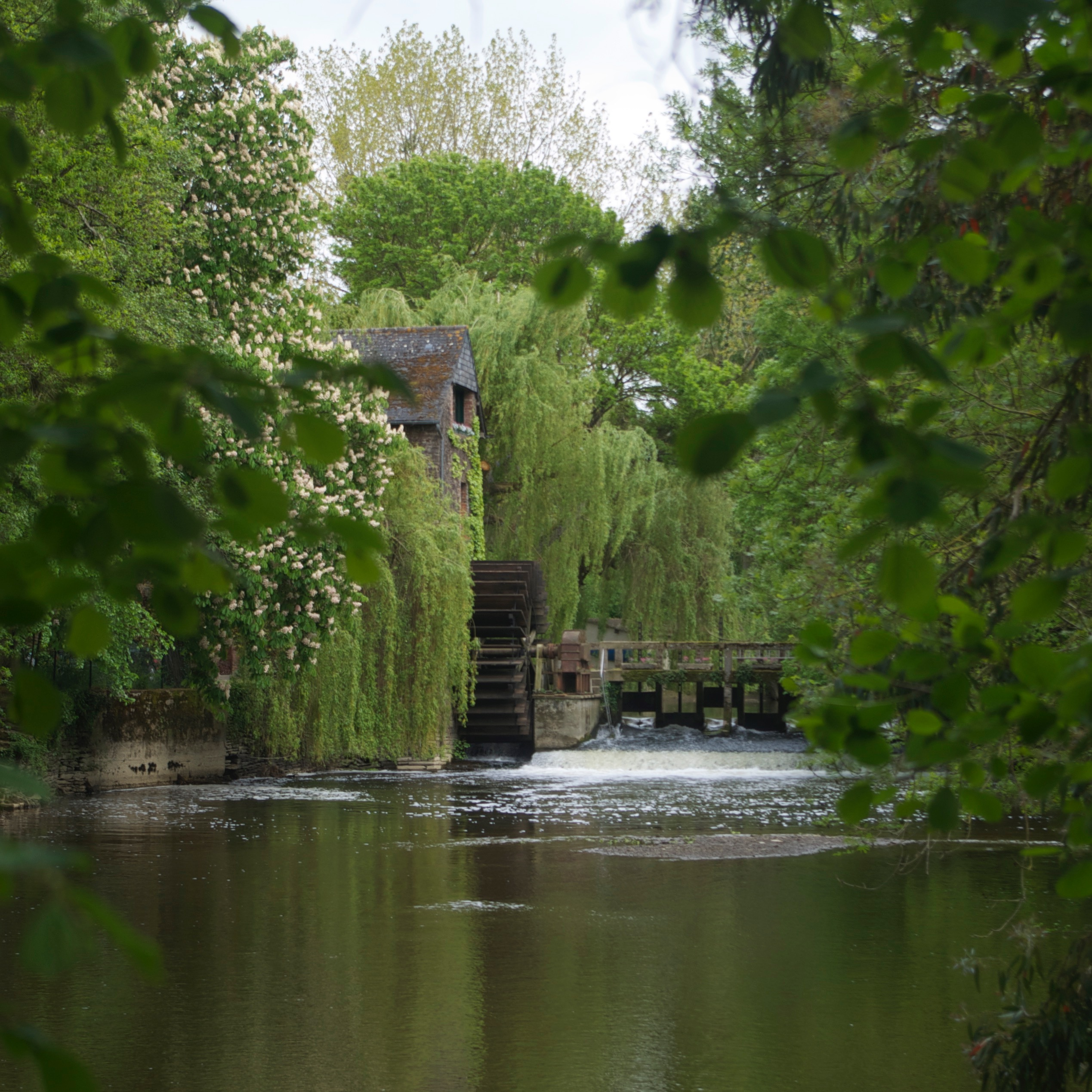
Le moulin de Brécé près de Noyal-Chatillon-sur-Seiche.

## Exposition
Fin 2022, Bruno Bertin prête ses personnages de BD, Vick et Vicky, pour une exposition aux archives départementales d'Ille-et-Vilaine à Rennes. Un album consacré à la vallée de la Seiche est publié à l'occasion. « Le résultat d'un travail mené pendant deux années par les archives départementales autour des richesses environnementales, culturelles et patrimoniales de ce cours d'eau d'une centaine de kilomètres entre Le Pertre et Bruz ».